# Cesarz Kaligula i Roma
Cesarz Kaligula i Roma (niem. Kaiser Caligula und Roma) – rzymska kamea znajdująca się w zbiorach Muzeum Historii Sztuki w Wiedniu.

## Opis
Emaliowana kamea wykonana z dwuwarstwowego sardonyksu przez anonimowego artystę między 38 a 41 rokiem naszej ery, pochodzi z wczesnego okresu starożytnego Cesarstwa Rzymskiego. Charakterystyczny nieregularny kształt kamienia sugeruje, że jest to fragment większej całości. W 1610 roku złotnik Andreas Osenbruck tworzący w Pradze, dodał do kamienia efektowną ramę ze złota, której stylistyka nawiązuje do insygniów koronacyjnych niemieckiej dynastii Habsburgów. Mierzące 11 centymetrów wysokości dzieło, jest od roku 1724 w posiadaniu Świętego Cesarstwa Rzymskiego. Do zbiorów wiedeńskiego skarbca cesarskiego (Kaiserliche Schatzkammer), trafiło w 1779 roku. 
Po lewej stronie znajduje się cesarz rzymski Kaligula panujący w latach 37–41 naszej ery, który siedzi na podwójnym tronie z bocznym zakończeniem w kształcie sfinksa, z wieńcem laurowym we włosach. W uniesionej prawej ręce cesarz trzyma podwójny hellenistyczno-egipski róg obfitości, natomiast jego lewa ręka oparta na udzie, trzyma długie berło zwieńczone kwiatami w kształcie korony. Po prawej stronie znajduje się Roma, będąca boginią Rzymu i tradycyjnym uosobieniem państwa rzymskiego, która w prawej ręce trzyma na kolanach owalną tarczę. Kaligula nosi „żałobną brodę” z powodu śmierci swojej siostry Julii Druzylli, którą ogłosił swoją żoną, a po jej śmierci w 38 roku naszej ery, podniósł ją do rangi bogini. 